# (73571) 4755 P-L
(73571) 4755 P-L – planetoida z pasa głównego asteroid okrążająca Słońce w ciągu 4,33 lat w średniej odległości 2,65 j.a. Odkryta 24 września 1960 roku.